# Ivan Yankov
Ivan Yankov est un lutteur bulgare spécialiste de la lutte libre né le 7 juin 1951.

## Biographie
Ivan Yankov participe aux Jeux olympiques d'été de 1980 à Moscou dans la catégorie des poids légers et remporte la médaille d'argent.